# Gott navždy
Gott navždy je projekt Českého rozhlasu, v němž byl poprvé v Česku využit v literárně-dramatickém díle hlas vytvořený umělou inteligencí. Tvůrci ho zapojili do rozhlasové četby na pokračování z autobiografie Karla Gotta Má cesta za štěstím. Vybrané pasáže čte umělá inteligence hlasem Karla Gotta. Tento hlas poprvé zazněl na slavnostní premiéře 13. července 2023 a od 14. července do 31. srpna 2023 vysílal Český rozhlas Dvojka jednotlivé díly četby na pokračování. Celkem jich pro vysílání vzniklo 49. Celá audio verze pamětí má 73 kapitol a vyšla jako audiokniha 29. září 2023. Rozhlas na projektu spolupracoval s agenturou Karel Gott Agency, Západočeskou univerzitou v Plzni a společností SpeechTech. Projekt se stal nejposlouchanějším literárně dramatickým dílem v historii Českého rozhlasu, když zaznamenal více než 1 milion poslechů.

## O četbě na pokračování
Autobiografii Karla Gotta pro rozhlas načetl herec Igor Bareš v režii Aleše Vrzáka. Hlas Karla Gotta vytvořený umělou inteligencí je využit jen ve vybraných pasážích. Text vychází z knihy Má cesta za štěstím, která vyšla v červenci 2021, avšak zpěvák ji stihl ještě před svým úmrtím v říjnu 2019 dopsat. Kniha má téměř 700 stran a kromě textu obsahuje také velké množství fotografií a dalšího obrazového materiálu. Záhy po vydání se stala bestsellerem. Pro rozhlas text knihy upravila Lucie Němečková a rozdělila ho do 73 kapitol. Gott v nich popisuje své dětství a dospívání, hudební začátky a svůj další osobní i pracovní život až do posledních týdnů svého života.

## Zapojení umělé inteligence
Námět na vznik projektu pochází od programového ředitele Českého rozhlasu Ondřeje Nováčka. Je to jeden z projektů, jimiž Český rozhlas v roce 2023 připomněl výročí 100 let od zahájení pravidelného rozhlasového vysílání na území Česka. Rozhlas hned od počátku úzce spolupracoval s agenturou Karel Gott Agency, která spravuje zpěvákův odkaz, a získal pro vytvoření digitálního otisku hlasu svolení zpěvákovy manželky Ivany Gottové. Ke spolupráci přizval také vědecký tým z plzeňské společnosti SpeechTech a Výzkumného centra NTIS Západočeské univerzity v Plzni, který měl na starosti vývoj digitálního otisku hlasu Karla Gotta. Jednotlivé zvukové stopy hlasu Karla Gotta vytvořeného umělou inteligencí následně zpracovávali v postprodukci zvukoví mistři Českého rozhlasu. Vytvoření jedné minuty výsledného zvuku znamenalo asi čtyři hodiny práce.

## Interní pravidla pro práci s hlasovou syntézou
Český rozhlas zveřejnil 10. července 2023 soubor pravidel, jimiž se bude řídit při práci s takzvanou hlasovou syntézou. Mají zajistit, aby hlas vytvořený umělou inteligencí nebyl zneužitelný. Zohledňují také právní a etické rozměry práce s hlasovou syntézou. Pravidla zveřejnil rozhlas na svých webových stránkách:

- Pokud je ve vysílání nebo v on-line prostředí Českého rozhlasu použita syntéza řeči (hlas vytvořený umělou inteligencí), je nutné tento způsob posluchačům a uživatelům jednoznačně identifikovat.
- K výrobě digitálního otisku hlasu zemřelé osoby smí Český rozhlas užít pouze hlasovou předlohu, k níž drží anebo získá oprávnění od příslušných nositelů práv, a to v případě, že hlasovou předlohou je umělecký výkon, k němuž trvají majetková práva dle autorského zákona.
- Hlasovou syntézu v případě zemřelé osoby využívá Český rozhlas výhradně pro texty a repliky, které dotyčný/dotyčná sám napsal/a nebo pronesl/a.
- Dílo s hlasovou syntézou lze použít pouze v náležitém kontextu, které odpovídá původnímu účelu díla. Nesmí být vytrženo z kontextu, resp. vloženo do zavádějících souvislostí.
- Zvuk vytvořený hlasovou syntézou v případě literárně-dramatického díla prochází důkladným editačním procesem, aby bylo dosaženo co nejvěrnější podoby s hlasovou předlohou.
- Zvuk vytvořený hlasovou syntézou publikuje Český rozhlas vždy v nejvyšší technické kvalitě, která je v daný okamžik dosažitelná.
- Dodavatel, který pro Český rozhlas vyrábí vlastní digitální otisk hlasu, musí Českému rozhlasu poskytnout výhradní licenci na tento počítačový kód.
- Dodavatel digitálního otisku hlasu musí zaručit, že digitální otisk hlasu, resp. data v souvislosti s jeho vytvářením vzniklá, nebudou odcizena či jinak zneužita. Nesmí třetím stranám poskytovat žádnou část vytvořeného digitálního otisku ani žádný zvuk vytvořený hlasovou syntézou.
- Aktivně používaný digitální otisk hlasu je uložen na zabezpečených technologiích provozujících syntezátor řeči, které provozuje Český rozhlas nebo dle smluvních podmínek dodavatel. K těmto technologiím mají přístup pouze osoby pověřené vedením Českého rozhlasu.
- Neaktivní digitální otisk hlasu nesmí být dostupný na technologiích určených pro generování audio výstupů a je uložen výhradně na digitálním nosiči na zabezpečeném místě v budově Českého rozhlasu.

## Ohlasy na projekt
Projekt vzbudil záhy po své premiéře značný ohlas médií i veřejnosti. Své dojmy už během živě vysílané premiéry sdělili například zpěvačky Jitka Zelenková, Dasha a Monika Absolonová nebo Gottův dlouholetý kapelník Pavel Větrovec. Ten uvedl, že mu takto vytvořený hlas přijde zneužitelný. Český rozhlas ale poukazuje na přísná interní pravidla, jimiž se při práci s hlasovou syntézou řídí. Na oficiálních sociálních sítích Karla Gotta se objevily převážně pozitivní reakce, někteří fanoušci ale upozornili, že tento způsob využití umělé inteligence je za hranou etiky. Tvůrci projektu v několika rozhovorech zmínili, že projektem chtěli mimo jiné otevřít diskusi o využití umělé inteligence v médiích.

## Tvůrčí tým
Na projektu pracoval tým pod vedením šéfrežiséra Českého rozhlasu Aleše Vrzala a kreativního producenta Lukáše Sapíka:
- Režie: Aleš Vrzák
- Interpreti: Igor Bareš a umělá inteligence hlasem Karla Gotta
- Námět: Ondřej Nováček
- Úprava textu: Lucie Němečková
- Zvuk: Tomáš Pernický, Jitka Špálová, Dominik Budil
- Zvukový design: Tomáš Pernický
- Asistentka režie: Radka Tučková
- Editace syntetického hlasu: Jaroslav Pokorný, Damiana Smetanová
- Vizuál: Dan Michalik/Český rozhlas
- Produkce ČRo: Kateřina Tučková, Blanka Tůnová, Kateřina Radvanová
- Mastering: Dominik Budil
- Kreativní producent ČRo: Lukáš Sapík
- Producent KGA: Ivana Gottová
- Produkce KGA: Lída Sekaninová
- Vývoj hlasové syntézy: SpeechTech, s.r.o. ve spolupráci s Výzkumným centrem NTIS ZČU v Plzni